# Inkster (Dakota del Nord)
Inkster és una població dels Estats Units a l'estat de Dakota del Nord. Segons el cens del 2000 tenia 102 habitants.

## Demografia
Segons el cens del 2000, Inkster tenia 102 habitants, 45 habitatges, i 28 famílies. La densitat de població era de 39,4 hab./km².
Dels 45 habitatges en un 24,4% hi vivien nens de menys de 18 anys, en un 55,6% hi vivien parelles casades, en un 8,9% dones solteres, i en un 35,6% no eren unitats familiars. En el 33,3% dels habitatges hi vivien persones soles el 24,4% de les quals corresponia a persones de 65 anys o més que vivien soles. El nombre mitjà de persones vivint en cada habitatge era de 2,27 i el nombre mitjà de persones que vivien en cada família era de 2,93.
Per edats la població es repartia de la següent manera: un 22,5% tenia menys de 18 anys, un 8,8% entre 18 i 24, un 24,5% entre 25 i 44, un 20,6% de 45 a 60 i un 23,5% 65 anys o més.
L'edat mediana era de 42 anys. Per cada 100 dones de 18 o més anys hi havia 107,9 homes.
La renda mediana per habitatge era de 24.107 $ i la renda mediana per família de 27.083 $. Els homes tenien una renda mediana de 23.750 $ mentre que les dones 20.625 $. La renda per capita de la població era de 12.719 $. Entorn del 10,3% de les famílies i el 15,5% de la població estaven per davall del llindar de pobresa.

## Poblacions més properes
El següent diagrama mostra les poblacions més properes.